# Kanrin Maru
Kanrin Maru (jap. 咸臨丸) – pierwsza japońska korweta o napędzie śrubowo-żaglowym (pierwsza korweta parowa, "Kankō Maru" miała napęd kołowy). 
Korweta została zamówiona przez władze siogunatu w 1853 roku w Niderlandach, jedynym zachodnim kraju, z którym Japonia utrzymywała kontakty podczas okresu izolacji. Została dostarczona 21 września 1857 roku (nosząc nazwę "Japan") przez porucznika Willema Huyssena van Kattendijke z holenderskiej marynarki. Okręt był używany przez nowo założoną szkołę morską w Nagasaki, celem gromadzenia wiedzy na temat zachodniego szkutnictwa.
"Kanrin Maru" była okrętem śrubowym. Technologia ta została wprowadzona na Zachodzie zaledwie 10 lat wcześniej wraz z wodowaniem HMS "Rattlera". Korweta została zbudowana w stoczni Fopa Smita w Kinderdijk, gdzie w 1856 roku powstał także bliźniaczy "Bali", o ożaglowaniu szkunerowym, zbudowany na potrzeby holenderskiej marynarki.